# Anisia Achieng
Anisia Karlo Achieng Olworo là một nghị sĩ Nam Sudan và nhà hoạt động vì quyền phụ nữ.

## Những năm đầu ở Sudan
Achieng được sinh ra ở Nam Sudan. Mẹ bà mất khi bà còn nhỏ và cha bà chết trong cuộc nội chiến. Sau đó, bà được nuôi dưỡng trong một trại trẻ mồ côi bởi những người truyền giáo đã chuyển đến Uganda. Achieng học xong trung học ở đó và khăng khăng trở về Sudan để tìm người thân. Sau giờ học, bà trở về Nam Sudan để theo đuổi đào tạo cảnh sát và điều dưỡng trước khi tìm việc với Viện trợ Na Uy. Bà bị buộc rời khỏi đất nước một lần nữa sau chiến tranh và chuyển đến Nairobi, nơi bà tình nguyện làm Cao ủy Liên hợp quốc về người tị nạn và theo học Đại học Công giáo Đông Phi.

## Thoát khỏi Kenya và hoạt động
Achieng đã sống ở vùng núi Nuba vào năm 1993, khi quân đội và phiến quân tiến vào khu vực, buộc bà phải chạy trốn sang Kenya để thoát khỏi cuộc chiến. Một đứa con của bà và một đứa trẻ sáu tuổi đã trốn thoát đến Uganda cùng với chị gái. Tại Nairobi, Achieng là người đồng sáng lập Tiếng nói Hòa bình của Phụ nữ Sudan, một tổ chức phi chính phủ chuyên chống lại các hành vi vi phạm nhân quyền ở Sudan.
Achieng là đại biểu cùng với Fatima Ahmed Ibrahim cho Vụ thu hoạch năm 1995 cho Sudan: Hội nghị Sáng kiến Hòa bình Phụ nữ ở Nairobi. Vào những năm 1995-96, Olworo đi khắp Canada cùng Ibrahim trong một chuyến lưu diễn để thông báo cho mọi người về sự tàn bạo của chiến tranh và vi phạm quyền phụ nữ diễn ra ở Sudan. Bà thông báo với tờ Thời báo Công giáo mới của Toronto rằng trẻ em và phụ nữ đang bị bán làm nô lệ với giá chỉ 35 đô la.
Năm 1998, Achieng có bằng cử nhân khoa học xã hội từ Đại học Công giáo Đông Phi ở Nairobi. Bà cũng tham dự Quỹ đại kết Mindolo - Học viện Pan Phi có trụ sở tại Kitwe nơi bà có bằng tốt nghiệp về Lãnh đạo phụ nữ.
Sau khi ký Thỏa thuận hòa bình toàn diện, Achieng và Mạng lưới hòa bình phụ nữ Nam Sudan đã tiến hành các khóa đào tạo để tạo nhận thức về tác động của hiến pháp tạm thời đối với phụ nữ.
Là một sĩ quan xây dựng hòa bình của Dịch vụ Cứu trợ Công giáo, Achieng đã truyền cảm hứng cho dự án Đường đến Hòa bình bắt đầu vào tháng 5 năm 2007. Dự án thực phẩm cho công việc liên quan đến việc xây dựng một con đường giữa Ikotos và Imatong. Bà cũng tham gia chương trình Trung tâm Tư pháp và Xây dựng Hòa bình ở Sudan.

## Sự nghiệp chính trị
Achieng trở thành Thành viên của Quốc hội từ Nam Sudan đại diện cho Đông Xích đạo. Bà cũng là thành viên của Cơ quan liên chính phủ về phát triển ở Đông Phi.

## Cuộc sống cá nhân
Achieng là một người theo đạo Kitô và có hai đứa con sinh ra và một đứa con trai nuôi.